# Nephodia cuculoides
Nephodia cuculoides là một loài bướm đêm trong họ Geometridae.